# كاخون

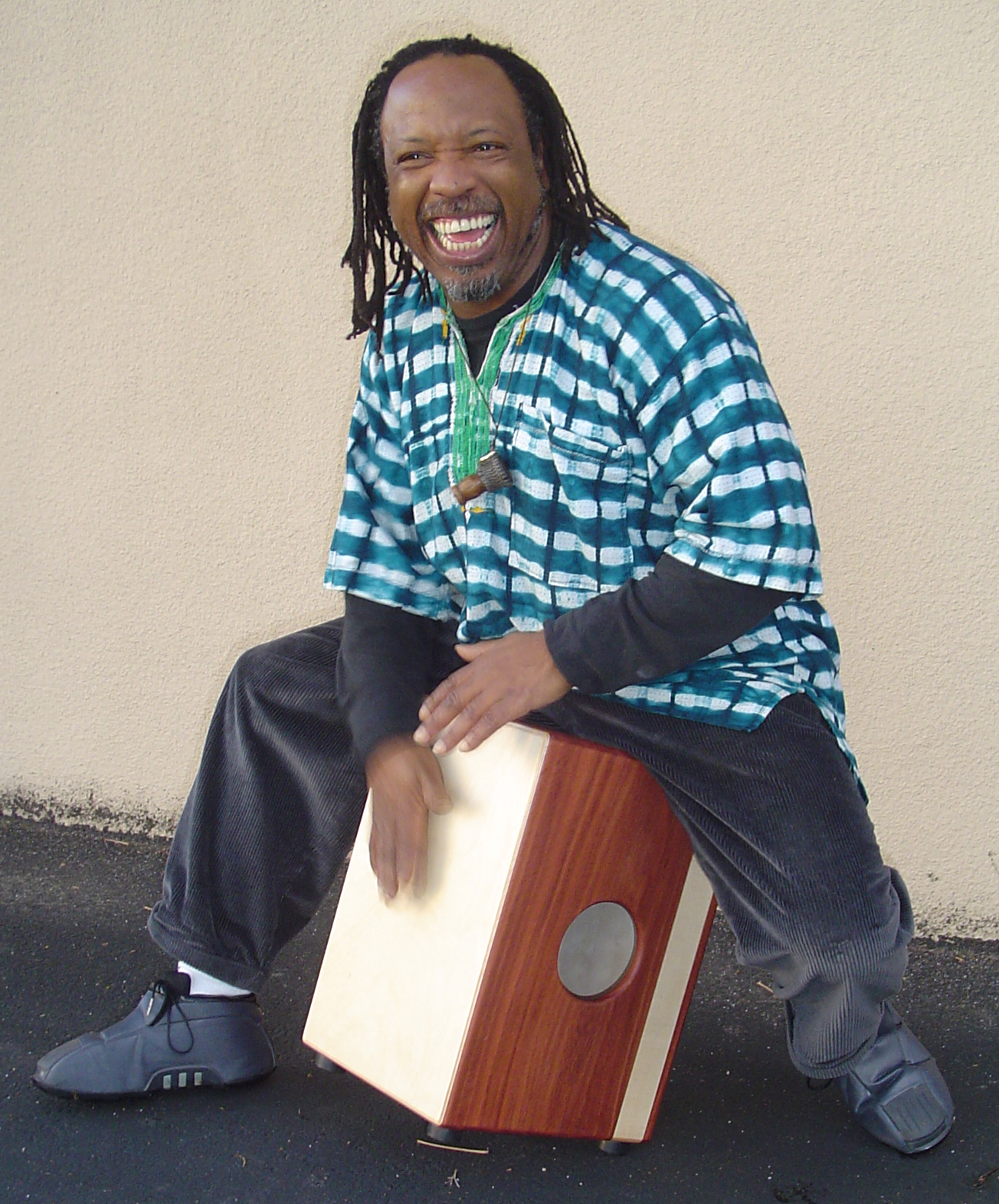
عازف الإيقاع ليون موبلي يعزف على الكاجون المعدل ؛ تحتوي الكاجونات التقليدية على فتحة في الخلف ، مقابل التابا

الكاجون (بالإسبانية: cajón، تلفظ بالإسبانية: ‎/kaˈxon/‏، وتعني "صندوق" أو "درج") هي آلة إيقاعية على شكل صندوق تعود أصولها إلى بيرو. يُعزف عليه بضرب الواجهة الأمامية أو الخلفية—المصنوعة عادةً من خشب رقائقي رقيق— باليدين أو الأصابع، وأحيانًا بأدوات مثل الفرش أو المطارق أو العصي. يستخدم الكاجون بشكل أساسي في الموسيقى الإفريقية البيروفية،.

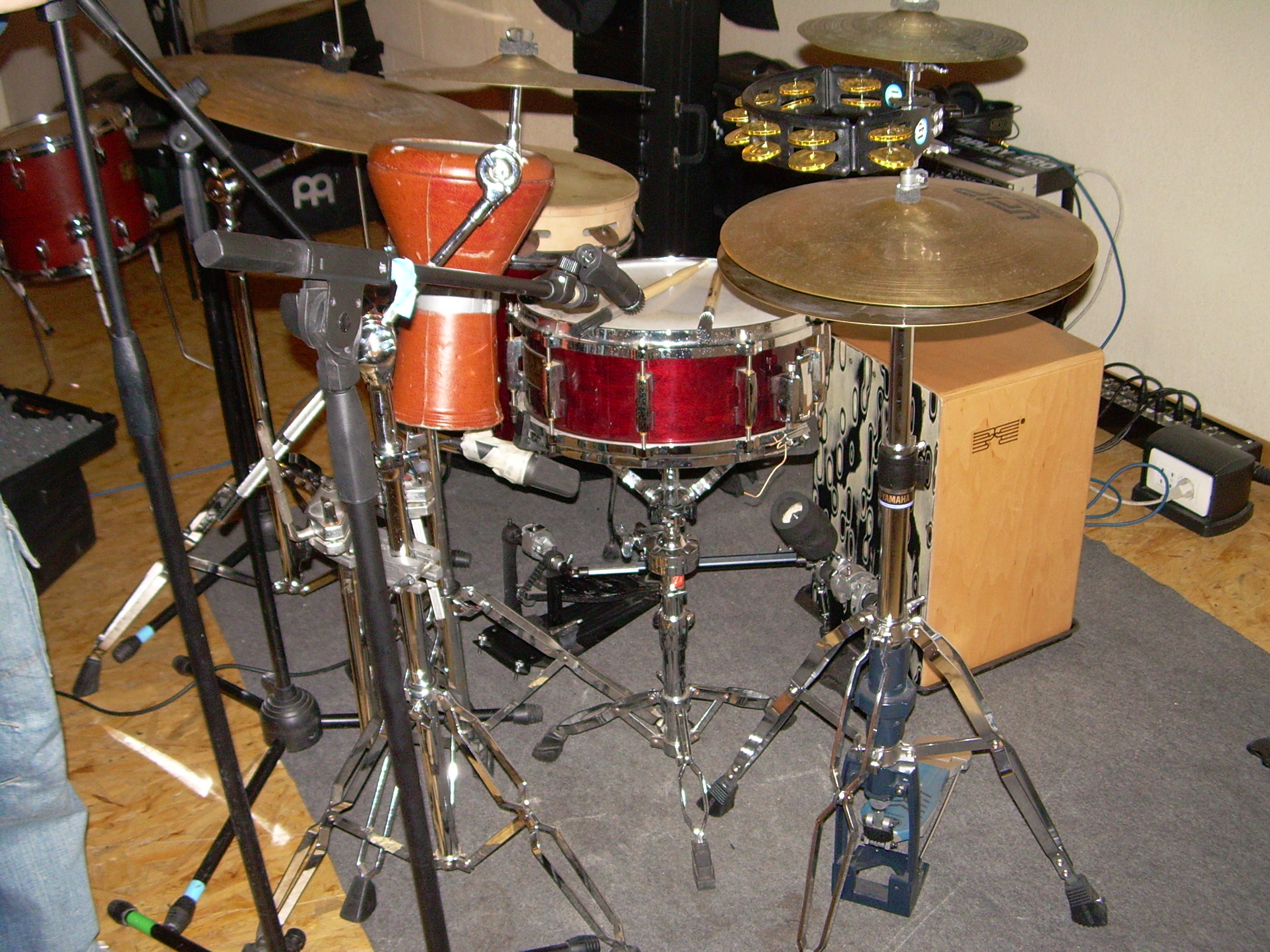
مثال على إعداد قرع ، مع استبدال الكاجون بأسطوانة الجهير